# ヒンドゥ・タイムズ
「ヒンドゥ・タイムズ」（原題：The Hindu Times）は、2002年にオアシスが発表した楽曲、及び同曲を収録したシングル。通算19枚目のシングル。

## 概要
通算5枚目のオリジナル・アルバム『ヒーザン・ケミストリー』からの第1弾シングル。ノエル・ギャラガーの作詞・作曲。オアシスにとって6作目の全英1位獲得シングルとなった。

また、カナダ、イタリアのチャートで1位、アイルランド、スペインのチャートでは2位を獲得した。

## 背景
『ヒンドゥー・タイムズ』というタイトルはノエルがチャリティーショップで目にしたTシャツに書かれていた文字から取られた。
メインリフがインド音楽で用いられるシタールで演奏されているようであることからタイトルが決められたという噂が流れたが、ノエルによると、歌詞を書く前にタイトルが決まっていたため、タイトルは歌詞の内容とは全く関係がない。

サイケデリックかつ力強いロックサウンドのこの曲は、アルバム『モーニング・グローリー』以降にリリースされたシングルで最も高評価だった曲の一つである。

2001年のツアーと同時に発売される予定だった。

メインリフはステレオフォニックスの『セイム・サイズ・フィート』と酷似している。

2008年には、NMEに『偉大な2000年代のインディーズ楽曲』の一つとして挙げられた。さらに、NMEにより『過去15年間のベストトラック150』で143位に順位づけられた。

## カップリング
『ジャスト・ゲッティンゲング・オールダー』は『スタンディング・オン・ザ・ショルダー・オブ・ジャイアンツ』がリリースされた時期に書かれた曲である。

『アイドラーズ・ドリーム』はオアシスの楽曲の中で唯一ギターとドラムを含まない曲で、ノエルがリードボーカルを務めている。ボーカルとピアノの伴奏のみである。

## ミュージックビデオ
ミュージックビデオはアビーロード・スタジオで撮影された。内容は、バンドのレコーディング風景にインドに関係した単語が隠されているというものである。
もともとはインドのニューデリーで撮影される予定だったが、計画は挫折した。

## 収録曲
- CD RKIDSCD 23

1. ヒンドゥ・タイムズ - The Hindu Times  (3:52)
2. ジャスト・ゲッティング・オールダー - Just Getting Older  (3:17)
3. アイドラーズ・ドリーム - Idler's Dream  (2:56)

- 7RKID 23

1. ヒンドゥ・タイムズ - The Hindu Times - 3:53
2. ジャスト・ゲッティング・オールダー - Just Getting Older - 3:17

- 12RKID 23

1. ヒンドゥ・タイムズ - The Hindu Times - 3:53
2. ジャスト・ゲッティング・オールダー - Just Getting Older - 3:17
3. アイドラーズ・ドリーム - Idler's Dream - 2:57

- DVD RKIDSDVD 23

1. ヒンドゥ・タイムズ - The Hindu Times - 3:53
2. ヒンドゥ・タイムズ - The Hindu Times (demo) - 4:32
3. 10 Minutes Of Noise And Confusion - Pt One - 9:26

## チャート
| チャート (2002年)                        | 最高位 |
| ---------------------------------------- | ------ |
| オーストラリア (ARIA)                    | 22     |
| オーストリア (Ö3 Austria Top 40)         | 29     |
| ベルギー (Ultratip Flanders)             | 15     |
| ベルギー (Ultratip Wallonia)             | 11     |
| カナダ (Nielsen SoundScan)               | 1      |
| デンマーク (Tracklisten)                 | 7      |
| ヨーロッパ (Eurochart Hot 100)           | 3      |
| フィンランド (Suomen virallinen lista)   | 5      |
| フランス (SNEP)                          | 84     |
| ドイツ (GfK Entertainment charts)        | 30     |
| ギリシャ (IFPI)                          | 31     |
| ハンガリー (Single Top 40)               | 20     |
| アイルランド (IRMA)                      | 2      |
| イタリア (FIMI)                          | 1      |
| オランダ (Dutch Top 40 Tipparade)        | 16     |
| オランダ (Single Top 100)                | 47     |
| ニュージーランド (Recorded Music NZ)     | 47     |
| ノルウェー (VG-lista)                    | 3      |
| スコットランド (Official Charts Company) | 1      |
| スペイン (PROMUSICAE)                    | 2      |
| スウェーデン (Sverigetopplistan)         | 13     |
| スイス (Schweizer Hitparade)             | 15     |
| UK シングルス (OCC)                      | 1      |

| チャート (2002年)          | 順位 |
| -------------------------- | ---- |
| カナダ (Nielsen SoundScan) | 16   |
| アイルランド (IRMA)        | 72   |
| イタリア (FIMI)            | 40   |
| イギリス (OCC)             | 43   |